# Championnat de Géorgie de football de deuxième division
La Georgian Erovnuli Liga 2 (géorgien : ეროვნული ლიგა 2 ; ), organisée depuis 1990 par la GFF, fait office de deuxième division du football professionnel en Géorgie.
La ligue a été introduite pour la saison 2017 sous le nom actuel dans le cadre du processus de réorganisation de l'ensemble du système de ligue. Elle était auparavant connue sous le nom de Pirveli liga 2 (la première ligue).

## Structure
La Liga 2 d'Erovnuli compte dix clubs. Au cours de la saison, chaque club se rencontre quatre fois, deux fois à domicile et deux fois à l'extérieur.
À la fin de chaque saison, le vainqueur est automatiquement promu et le dernier club est relégué. L'équipe classée deuxième et l'équipe classée troisième participent à des matches de barrage à domicile et à l'extérieur contre les clubs classés neuvième et huitième de l'Erovnuli Liga, respectivement.
Si deux équipes ou plus obtiennent un nombre égal de points, le classement final est déterminé par l'addition des résultats obtenus par les deux équipes.
Les saisons se déroulent sur une année complète, du printemps à l'automne.

## Format
Ci-dessous, une liste complète du nombre d'équipes ayant participé à chaque saison au cours de l'histoire de la ligue.
|  | - 1990 = 20 - 1991 = 18 - 1991-1992 = 20 - 1992-1993 = 16 - 1993-1994 = 32 - 1994-1995 = 29 |  | - 1995-1996 = 39 - 1996-1997 = 37 - 1997-1998 = 54 - 1998-1999 = 55 - 1999-2000 = 46 - 2000-2002 = 12 |  | - 2002-2005 = 16 - 2005-2007 = 18 - 2007-2008 = 20 - 2008-2009 = 22 - 2009-2010 = 15 - 2010-2011 = 17 |  | - 2011-2012 = 20 - 2012-2013 = 24 - 2013-2014 = 26 - 2014-2015 = 20 - 2015-2016 = 18 - Since 2017 = 10 |  |  |

## Clubs actuels
Sur la base de leurs performances de l'année précédente, les dix équipes suivantes participeront à la Liga 2 d'Erovnuli lors de la saison 2025.
Rustavi, Locomotive et Sioni ont déjà participé à la division principale, cette dernière étant également championne nationale. Gonio et Iberia-2 1999 font leur entrée dans la ligue.
Les clubs sont classés par ordre alphabétique.
| Club          | Position la saison précédente | Lieux               | Région                 |
| ------------- | ----------------------------- | ------------------- | ---------------------- |
| Dinamo-2      | 6e                            | Didube, Tbilisi     | Tbilisi                |
| Gonio         | 1er Liga 3                    | Gonio, Batumi       | Adjara                 |
| Iberia-2 1999 | 4e Liga 3                     | Vake, Tbilisi       | Tbilisi                |
| Locomotive    | 4e                            | Vake, Tbilisi       | Tbilisi                |
| Merani        | 3e in Liga 3                  | Martvili            | Samegrelo-Zemo Svaneti |
| Meshakhte     | 2e in Liga 3                  | Tkibuli             | Imereti                |
| Roustavi      | 2nd                           | Rustavi             | Kvemo Kartli           |
| Samtredia     | 10e de Erovnuli Liga          | Samtredia           | Imereti                |
| Sioni         | 3e                            | Bolnisi             | Kvemo Kartli           |
| Spaeri        | 5e                            | Vazisubani, Tbilisi | Tbilisi                |

## Résultats

### Les trois meilleures équipes de la Pirveli Liga
| Saison  | Champion                                        | Deuxième                                                  | Troisième                                                 |
| ------- | ----------------------------------------------- | --------------------------------------------------------- | --------------------------------------------------------- |
| 1990    | Sulori Vani                                     | Margveti Zestaponi                                        | Alazani Gurjaani                                          |
| 1991    | Mretebi Tbilisi                                 | Kakheti Telavi                                            | Meshakhte Tkibuli                                         |
| 1991–92 | Iveria Khashuri                                 | Kakheti Telavi                                            | Magaroeli Chiatura                                        |
| 1992–93 | Shukura Kobuleti                                | Magaroeli Chiatura                                        | Sapovnela Terjola                                         |
| 1993–94 | Duruji Kvareli East Egrisi Senaki West          | Antsi Tbilisi East Mertskhali Ozurgeti West               | Tetri Artsivi Tbilisi East Meshakhte Tkibuli West         |
| 1994–95 | Sioni Bolnisi East Egrisi Senaki West           | Merani-91 Tbilisi East Kakhaber-Iaguari Khelvachauri West | Meskheti Akhaltsikhe East Meshakhte Tkibuli West          |
| 1995–96 | Merani-91 Tbilisi East Samgurali Tskaltubo West | Norchi Dinamoeli Tbilisi East Anjeli Abasha West          | WIT Georgia East Magaroeli Chiatura West                  |
| 1996–97 | Morkinali Tbilisi East Magaroeli Chiatura West  | Locomotive Tbilisi East Samgurali Tskaltubo West          | Spartaki-Tskhinvali Tbilisi East Mertskhali Ozurgeti West |
| 1997–98 | Arsenali Tbilisi                                | Iberia Samtredia                                          | ?                                                         |
| 1998–99 | Norchi Dinamoeli Tbilisi                        | Kolkheti Khobi                                            | Ghartskali Dzveli Anaga Sulori Vani                       |
| 1999–00 | Spartaki Tskhinvali (A) Locomotive Tbilisi (B)  | Borjomi (A) Alazani Gurjaani (B)                          | Iveria Khashuri (A) Arsenali Tbilisi II (B)               |
| 2000-01 | Guria Lanchkhuti                                | Margveti Zestaponi                                        | Samgurali Tskaltubo                                       |
| 2001–02 | Milani Tsnori                                   | Dila Gori                                                 | Kobuleti                                                  |
| 2002–03 | Lazika Zugdidi                                  | Mertskhali Ozurgeti                                       | Mtskheta                                                  |
| 2003–04 | Kobuleti                                        | Samgurali Tskaltubo                                       | Milani Tsnori                                             |
| 2004–05 | Ameri Tbilisi                                   | Borjomi                                                   | Spartaki Tbilisi                                          |
| 2005–06 | Chikhura Sachkhere                              | Merani Tbilisi                                            | Gagra                                                     |
| 2006–07 | Mglebi Zugdidi                                  | Meskheti Akhaltsikhe                                      | Gagra                                                     |
| 2007–08 | Gagra East Magharoeli Chiatura West             | Dinamo-2 Tbilisi East Meshakhte Tkibuli West              | Wit-Georgia-2 Tbilisi East Merani Martvili West           |
| 2008–09 | Ameri Tbilisi East Samtredia West               | Chikhura Sachkhere East Baia Zugdidi West                 | Wit-Georgia-2 Tbilisi East/ Merani Martvili West          |
| 2009–10 | Torpedo Kutaisi                                 | Kolkheti Poti                                             | Merani Martvili                                           |
| 2010–11 | Gagra                                           | Merani Martvili                                           | Dila Gori                                                 |
| 2011–12 | Chikhura Sachkhere                              | Dinamo Batoumi                                            | Guria Lanchkhuti                                          |
| 2012–13 | Guria Lanchkhuti West Spartaki Tskhinvali East  | Dinamo-2 Tbilisi West Locomotive Tbilisi East             | Sasco Tbilisi West Shukura Kobuleti East                  |
| 2013–14 | Shukura Kobuleti (A) Samtredia (B)              | Kolkheti Poti (A) Dinamo Batoumi (B)                      | Dinamo-2 Tbilisi (A) Matchakhela Khelvachauri (B)         |
| 2014–15 | Saburtalo Tbilisi (A) Sapovnela Terjola (B)     | Locomotive Tbilisi (A) Borjomi (B)                        | Lazika Zugdidi (A) Gagra (B)                              |
| 2015-16 | Liakhvi Tskhinvali                              | WIT Georgia                                               | Kolkheti Khobi                                            |
| 2016    | WIT Georgia Red Roustavi White                  | Gagra Red Samgurali Tskaltubo White                       | Borjomi Red Meshakhte Tkibuli White                       |

### Les trois meilleures équipes Erovnuli Liga 2
| Saison | Champion       | Deuxième        | Troisième       |
| ------ | -------------- | --------------- | --------------- |
| 2017   | Roustavi       | Merani Martvili | Sioni           |
| 2018   | Dinamo Batoumi | WIT Georgia     | Gagra           |
| 2019   | Merani Tbilisi | Samtredia       | Telavi          |
| 2020   | Shukura        | Samgurali       | Gagra           |
| 2021   | Sioni          | Gagra           | Merani Martvili |
| 2022   | Shukura        | Spaeri          | Samtredia       |
| 2023   | Kolkheti 1913  | Gareji          | Spaeri          |
| 2024   | Gareji         | Roustavi        | Sioni           |

### Relégation et promotion en Erovnuli Liga 2

#### Équipes promues en Erovnuli Liga
| Saison | Champion       | Vainqueur des barrages |
| ------ | -------------- | ---------------------- |
| 2017   | Roustavi       | Sioni                  |
| 2018   | Dinamo Batoumi | WIT Georgia            |
| 2019   | Merani Tbilisi | Samtredia • Telavi     |
| 2020   | Shukura        | Samgurali              |
| 2021   | Sioni          | Gagra                  |
| 2022   | Shukura        | Samtredia              |
| 2023   | Kolkheti 1913  | –                      |
| 2024   | Gareji         | –                      |

#### Relégués enLiga 3
| Saison | Club                                            |
| ------ | ----------------------------------------------- |
| 2017   | Zugdidi • Meshakhte • Guria                     |
| 2018   | Samgurali • Merani Martvili                     |
| 2019   | Guria • Kolkheti 1913 • Tskhinvali              |
| 2020   | Aragvi                                          |
| 2021   | Chikhura                                        |
| 2022   | Roustavi • Dinamo Zugdidi • Shevardeni 1906     |
| 2023   | Merani Martvili • Merani Tbilisi                |
| 2024   | Aragvi • Shturmi • WIT Georgia • Kolkheti Khobi |

## Performance par club
Depuis la restructuration en Liga 2 en 2017, 27 équipes auront passé au moins une saison dans la division d'ici 2025, dont six des dix clubs participant à la Erovnuli Liga 2025.
| Merani Martvili  | 7 | 2  | 10 | 2  | 10 | -  | 8  | 3  | 4   | 9  | -  |   |
| WIT Georgia      | 7 | 2  | 9  | 6  | 2  | -  | 9  | 8  | 8   | 6  | 9  | - |
| Roustavi         | 6 | 1  | 9  | 1  | -  | -  | 4  | 9  | 7   | -  | 2  |   |
| Sioni            | 6 | 1  | 7  | 3  | -  | -  | 7  | 1  | -   | 4  | 3  |   |
| Dinamo Zugdidi   | 5 | 5  | 10 | 10 | -  | 7  | 5  | 7  | [a] | -  | -  | - |
| Gagra            | 5 | 2  | 5  | 4  | 3  | 5  | 3  | 2  | -   | -  | -  | - |
| Merani Tbilisi   | 5 | 1  | 10 | -  | 4  | 1  | -  | 5  | 6   | 10 | -  | - |
| Shevardeni 1906  | 5 | 4  | 6  | -  | 6  | 4  | 6  | 6  | [a] | -  | -  | - |
| Gareji           | 4 | 1  | 5  | -  | -  | -  | -  | 4  | 5   | 2  | 1  | - |
| Shukura          | 4 | 1  | 7  | -  | 7  | 6  | 1  | -  | 1   | -  | -  | - |
| Spaeri           | 4 | 2  | 5  | -  | -  | -  | -  | -  | 2   | 3  | 5  |   |
| Dinamo Tbilisi-2 | 3 | 5  | 6  | -  | -  | -  | -  | -  | -   | 5  | 6  |   |
| Locomotive       | 3 | 4  | 8  | -  | -  | -  | -  | -  | -   | 8  | 4  |   |
| Samtredia        | 3 | 2  | 3  | -  | -  | 2  | -  | -  | 3   | -  | -  |   |
| Samgurali        | 3 | 2  | 8  | 5  | 8  | -  | 2  | -  | -   | -  | -  | - |
| Tskhinvali       | 3 | 7  | 10 | 7  | 9  | 10 | -  | -  | -   | -  | -  | - |
| Aragvi           | 2 | 7  | 10 | -  | -  | -  | 10 | -  | -   | -  | 7  | - |
| Guria            | 2 | 8  | 8  | 8  | -  | 8  | -  | -  | -   | -  | -  | - |
| Kolkheti 1913    | 2 | 1  | 9  | -  | -  | 9  | -  | -  | -   | 1  | -  | - |
| Meshakhte        | 2 | 9  | 9  | 9  | -  | -  | -  | -  | -   | -  | -  |   |
| Telavi           | 2 | 3  | 5  | -  | 5  | 3  | -  | -  | -   | -  | -  | - |
| Kolkheti Khobi   | 2 | 7  | 10 | -  | -  | -  | -  | -  | -   | 7  | 10 | - |
| Chikhura         | 1 | 10 | 10 | -  | -  | -  | -  | 10 | -   | -  | -  | - |
| Dinamo Batoumi   | 1 | 1  | 1  | -  | 1  | -  | -  | -  | -   | -  | -  | - |
| Shturmi          | 1 | 8  | 8  | -  | -  | -  | -  | -  | -   | -  | 8  | - |
| Gonio            | 1 | -  | -  | -  | -  | -  | -  | -  | -   | -  | -  |   |
| Iberia-2 1999    | 1 | -  | -  | -  | -  | -  | -  | -  | -   | -  | -  |   |

a  Expulsé de la ligue en mai 2022 pour avoir truqué des matches.
Le statut actuel de ces clubs en 2025 :
|  | Erovnuli Liga   | 6  |
|  | Erovnuli Liga 2 | 10 |
|  | Liga 3          | 5  |
|  | Liga 4          | 1  |
|  | Regionuli Liga  | 1  |
|  | Défun           | 4  |

## Meilleurs buteurs
| Saison  | Meilleur Buteur       | Club             | Buts |
| ------- | --------------------- | ---------------- | ---- |
| 2011/12 | Iago Deisadze         | Guria            | 14   |
| 2012/13 | Tornike Kapanadze     | Samgurali        | 27   |
| 2013/14 | Budu Zivzivadze       | Dinamo-2 Tbilisi | 23   |
| 2014/15 | Mamia Gavashelishvili | Locomotive       | 44   |
| 2015/16 | Zurab Ghirdaladze     | WIT Georgia      | 20   |
| 2016    | Levan Papava          | Gagra            | 13   |
| 2017    | Data Sitchinava       | Roustavi         | 30   |
| 2018    | Flamarion             | Dinamo Batoumi   | 24   |
| 2019    | Giorgi Nikabadze      | Merani Tb        | 26   |
| 2020    | Toma Tabatadze        | Roustavi         | 13   |
| 2021    | Tamaz Makatsaria      | Gagra            | 23   |
| 2021    | Cheikne Sylla         | Merani M         | 23   |
| 2022    | Levan Papava          | Spaeri           | 17   |
| 2023    | Levan Papava          | Gareji           | 23   |
| 2024    | Levan Papava          | Gareji           | 27   |

## Sponsors
En 2019, la Fédération de football a signé un contrat de sponsoring avec Crystalbet. Pour cette raison, la ligue a été officiellement appelée Crystalbet Erovnuli Liga 2.